# ギオルギ・メグレラーゼ
ギオルギ・メグレラーゼ（Giorgi Merabovich Megreladze,1978年7月21日- ）は、ジョージア 出身の元サッカー選手。ジョージア代表でも活躍した。ポジションはFW。

## 経歴
2009年7月2日、UEFAヨーロッパリーグのB36トースハウン戦で前半10分に先制点を決めた。これはこのシーズンから始まったUEFAヨーロッパリーグの記念すべき初得点となった。
1998年12月8日、アゼルバイジャンとの親善試合で前半45分間に出場し、ジョージア代表として唯一のキャップを記録した。

## 所属クラブ
- 2003  FCネフテヒミク・ニジネカムスク
- 2003-2005  FCトルペド・クタイシ
- 2005-2006  FCディナモ・トビリシ
- 2006-2007  FKバクー
- 2007  FCジェティス
- 2008-2009  FCオリンピ・ルスタビ
- 2009-2010  PFCシュルタン・グザル
- 2010  FCバイア・ズグディディ
- 2011-  FCトルペド・クタイシ